# Jiří
Jiří är ett mansnamn som är en tjeckisk form av Georg som kommer från grekiska geōrgós 'bonde, åkerman'. 
Den kvinnliga varianten av Jiří är Jiřina.
Namnsdag i Tjeckien: 24 april (jämför svenska namnsdagen för Georg och Göran 23 april) 

## Personer med namnet Jiří
- Jiří Bicek
- Jiří Fischer
- Jiří Hudler
- Jiří Jelínek, tjeckisk balettdansör, född 1977
- Jiří Kylián, tjeckisk koreograf, född 1947
- Jiří Mádl, tjeckisk skådespelare, född 1986
- Jiří Mazoch
- Jiří Paroubek
- Jiří Šlégr, tjeckisk ishockeyspelare, född 1971
- Jiří Stříbrný, tjeckisk politiker, född 1880, död 1955
- Jiří Wolker, tjeckisk poet, född 1900, död 1924